# Caja Rural-Seguros RGA/2016
Deze pagina geeft een overzicht van de Caja Rural-Seguros RGA wielerploeg in 2016. 

## Algemeen
Algemeen manager: Juan Manuel Hernandez
Ploegleiders: Eugenio Goikoetxea, José Miguel Fernandez, Juan Carlos Vazquez Moracho, Genaro Prego Dominguez
Fietsmerk: Fuji
Kopman: David Arroyo

## Transfers
| Inkomend           | Team 2015                   | Uitgaand          | Team 2016                         |
| ------------------ | --------------------------- | ----------------- | --------------------------------- |
| Jaime Rosón        | Team Ecuador                | Amets Txurruka    | Orica GreenEDGE                   |
| Domingos Gonçalves | Efapel                      | Omar Fraile       | Dimension Data                    |
| Diego Rubio        | Efapel                      | Heiner Parra      | Boyacá Raza de Campeones          |
| Alberto Gallego    | Rádio Popular ONDA Boavista | Fernando Grijalba | Inteja-MMR Dominican Cycling Team |
| Jonathan Lastra    | Caja Rural Amateur          | Francesco Lasca   | Onbekend                          |

## Renners
| Naam                        | Geboortedatum | Nationaliteit       | Ploeg 2015                  |
| --------------------------- | ------------- | ------------------- | --------------------------- |
| Javier Aramendia            | 05-12-1986    | Spanje              |                             |
| David Arroyo                | 07-01-1980    | Spanje              |                             |
| Carlos Barbero              | 29-04-1991    | Spanje              |                             |
| Miguel Ángel Benito         | 21-09-1993    | Spanje              |                             |
| Peio Bilbao                 | 25-02-1990    | Spanje              |                             |
| Hugh Carthy                 | 09-07-1994    | Verenigd Koninkrijk |                             |
| Fabricio Ferrari            | 03-06-1985    | Uruguay             |                             |
| Alberto Gallego (tot 26/01) | 25-11-1990    | Spanje              | Rádio Popular ONDA Boavista |
| Domingos Gonçalves          | 13-02-1989    | Portugal            | Efapel                      |
| José Gonçalves              | 13-02-1989    | Portugal            |                             |
| Jonathan Lastra             | 03-06-1993    | Spanje              | Caja Rural Amateur          |
| Ángel Madrazo               | 30-07-1988    | Spanje              |                             |
| Luis Mas Bonet              | 15-01-1989    | Spanje              |                             |
| Antonio Molina              | 04-01-1991    | Spanje              |                             |
| Sergio Pardilla             | 16-01-1984    | Spanje              |                             |
| Eduard Prades               | 09-08-1987    | Spanje              |                             |
| Jaime Rosón                 | 10-01-1993    | Spanje              | Team Ecuador                |
| Diego Rubio                 | 13-06-1991    | Spanje              | Efapel                      |
| Héctor Sáez                 | 06-11-1993    | Spanje              |                             |
| Ricardo Vilela              | 18-12-1987    | Portugal            |                             |

## Overwinningen
Ster van Bessèges
4 etappe: Ángel Madrazo
Ronde van Turkije
2e etappe: Peio Bilbao
6e etappe: Jaime Rosón
Eindklassement: Domingos Gonçalves
Ronde van Asturië
1e etappe: Hugh Carthy
Eindklassement: Hugh Carthy
Ronde van Cova da Beira
1e etappe: Eduard Prades
2e etappe: Domingos Gonçalves
Philadelphia Cycling Classic
Winnaar: Eduard Prades
Ronde van Portugal
7e etappe: Domingos Gonçalves
Ronde van Burgos
5e etappe: Sergio Pardilla
2010 · 2011 · 2012 · 2013 · 2014 · 2015 · 2016· 2017· 2018· 2019 · 2020· 2021· 2022 · 2023 · 2024 · 2025